# Ormenana punctata
Ormenana punctata är en insektsart som beskrevs av Metcalf och Bruner 1948. Ormenana punctata ingår i släktet Ormenana och familjen Flatidae. Inga underarter finns listade i Catalogue of Life.